# Ponte de Ferro (Cuiabá)
A Ponte de Ferro é um bem tombado localizado no município de Cuiabá, no Mato Grosso.
Em 1896, o engenheiro suíço Jaques Marckwaldar foi contratado pelo então presidente de Mato Grosso, Antônio Correia da Costa, para o levantamento da primeira ponte metálica sobre o Rio Coxipó-Mirim, criando uma ligação entre Cuiabá e o restante do país. A ponte foi inaugurada em 20 de junho de 1897.
A estrutura metálica da ponte foi importada da Europa, onde, à época, já havia tecnologia avançada de construção. Sua estrutura seguia os mesmo moldes da Torre Eiffel, bem como outras construções ao redor do mundo naquele período.
Para além de seu valor arquitetônico, a ponte foi uma relevante rota por onde ocorreram as relações comerciais por um longo período histórico, com a penetração de capitais, mercadorias, técnicas e imigrantes, visto que era a junção entre a Serra de São Vicente e Santo Antônio de Leverger, que seria fundada em 1899. A ponte também foi bastante significativa na vida da comunidade, facilitando o acesso à concentração urbana.
Em 20 de julho de 1984, a Ponte de Ferro foi tombada como herança histórica ao futuro do Estado. No mesmo ano, por motivo do crescimento vertiginoso de Cuiabá, fez-se necessária a edificação de uma nova ponte, que fosse de mão-dupla e sustentasse o peso de veículos e equipamentos de construção. Em razão da mobilização da sociedade local, a rodovia com a nova ponte contornou a Ponte de Ferro, preservando anos de história.
Em 1995, uma enchente destruiu a toda a estrutura. Após isso, os destroços da ponte, que já estava inoperante, ficaram nas margens do Rio Coxipó. Em 2006, foram iniciadas obras de restauração da Ponte de Ferro como parte do Programa de Restauração do Patrimônio Histórico e Cultural de Mato Grosso, concebido pelo governo do Estado e coordenado pela Secretaria de Cultura com investimento de cerca de R$ 400 mil reais. A reconstrução da ponte seguiu a sua estrutura originária, usando os mesmos metais que foram retorcidos pela água das chuvas. Ao final da obra, a estrutura recebeu iluminação e bancos nos arredores, o que possibilita aos turistas vivenciar o patrimônio da cultura de Mato Grosso.